# 八千代市立村上東小学校
八千代市立村上東小学校（やちよしりつ　むらかみひがししょうがっこう）は、千葉県八千代市村上にある公立小学校。
1976年（昭和51年）に八千代市立村上小学校からの分離によって創立。